# 湛江牡蛎
湛江牡蛎（学名：Talonostrea zhanjiangensis），又名猫耳牡蛎或猫耳蚝，是牡蠣目牡蛎科的一种。舊屬巨蠣屬，今屬爪蛎属。

## 型態描述
本物種乃一種體型細小的牡蠣，最大僅有3厘米，因此過往被誤以為是香港牡蛎或熊本牡蛎的幼體。

## 分佈
本物種分佈於中国大陆的广东及广西沿岸河口区。

## 外部連結
- 維基物種上的相關：湛江牡蛎